# 1,6-Dichlorhexan
1,6-Dichlorhexan ist eine chemische Verbindung aus der Gruppe der Halogenalkane. Sie besitzt das Grundgerüst des n-Hexans, das an den terminalen Kohlenstoffatomen jeweils einen Chlorsubstituenten trägt.

## Darstellung
Die Verbindung kann durch die Reaktion von 1,6-Hexandiol mit Thionylchlorid in Gegenwart einer Base, wie beispielsweise Pyridin, hergestellt werden. Die Base deprotoniert dabei zunächst den Alkohol, welcher dann nukleophil am Schwefel des Thionylchlorids angreift. Der Angriff eines Chloridions spaltet dann die oxidierte Schwefelverbindung unter Bildung des Produkts ab.

## Eigenschaften
Es handelt sich um eine farblose, bei Raumtemperatur flüssige Verbindung, die bei 208 °C siedet.

## Verwendung
Die Chloridionen sind gute Abgangsgruppen, weshalb mittels Nukleophile leicht an diesen Positionen Substitutionen durchgeführt werden können.
Durch die Reaktion mit Kaliumhydroxid und Natriumformiat kann eine Cyclisierung zu Oxepan bewerkstelligt werden.